# 僕を育ててくれたテンダー・バー
『僕を育ててくれたテンダー・バー』（原題:The Tender Bar）は2021年に公開されたアメリカ合衆国の青春映画である。監督はジョージ・クルーニー、主演はベン・アフレックが務めた。本作はJ・R・モーリンガーが2005年に発表した自伝『The Tender Bar』を原作としている。
なお、本作はソンドラ・ジェームズの遺作でもある。

## 概略
J・R・モーリンガーの父親は彼が生まれた直後に突如失踪した。青年になったモーリンガーは父親代わりになってくれる存在を求め、叔父（チャーリー）が経営するバーに足繁く通っていた。
本作はモーリンガーがチャーリーやその店の常連客との交流を通して、自己を確立していく姿を描き出す。

## キャスト
※括弧内は日本語吹替
- チャーリー・モーリンガー：ベン・アフレック（堀内賢雄）
- J・R・モーリンガー：タイ・シェリダン（河本啓佑）
  - 子供時代のJ・R・モーリンガー：ダニエル・ラニエリ
  - 後年のJ・R・モーリンガー：ロン・リビングストン
- ドロシー・モーリンガー：リリー・レーブ（仲村かおり）
- 主人公の祖父（グランパ）：クリストファー・ロイド
- 主人公の父親（パパ）：マックス・マーティーニ（山野井仁）
- 主人公の祖母（グランマ）：ソンドラ・ジェームズ
- ボボ：マイケル・ブラウン
- ジョーイ・D：マシュー・デラマター
- チーフ：マックス・カセラ
- ウェズリー：レンジー・フェリズ
- ジミー：アイヴァン・リュン
- シドニー：ブリアナ・ミドルトン

## 製作
2013年8月6日、ソニー・ピクチャーズとチャーニン・エンターテインメントが『The Tender Bar』の映画化を企画しており、セオドア・メルフィに監督と脚色を任せる意向であると報じられたが、結局、企画は頓挫してしまった。
2020年12月9日、Amazonスタジオがソニーから映画化権を買い取り、ジョージ・クルーニーを監督に起用したとの報道があった。2021年2月、ベン・アフレック、タイ・シェリダン、リリー・レーブの出演が決まった。3月、本作の残りの主要キャストが発表された。

### 撮影・音楽
本作の主要撮影は2021年2月22日にマサチューセッツ州のボストンで始まり、同年4月に終了した。10月4日、ダラ・テイラーが本作で使用される楽曲を手掛けるとの報道があった。

## 公開・マーケティング
2021年9月23日、本作の劇中写真が初めて公開された。10月10日、本作はロンドン映画祭でプレミア上映された。14日、本作のオフィシャル・トレイラーが公開された。

## 評価
本作に対する批評家の評価は平凡なものに留まっている。映画批評集積サイトのRotten Tomatoesには107件のレビューがあり、批評家支持率は50%、平均点は10点満点で5.6点となっている。サイト側による批評家の見解の要約は「『僕を育ててくれたテンダー・バー』には郷愁を誘う暖かな魅力が満ちており、出演者の演技も上々のものである。しかし、それらを以てしても、気怠くかつ感傷的な青春ストーリーという欠点を覆いつくすことはできなかった。」となっている。また、Metacriticには33件のレビューがあり、加重平均値は54/100となっている。
本作での演技によって、ベン・アフレックは第79回ゴールデングローブ賞の助演男優賞にノミネートされた。